# Olsynium philippii
Olsynium philippii (Klatt) Goldblatt – gatunek rośliny należący do rodziny kosaćcowatych (Iridaceae Juss.). Występuje naturalnie w Ameryce Południowej.

## Rozmieszczenie geograficzne
Rośnie naturalnie w Chile, w regionach Valparaíso, Metropolitana oraz Libertador. 

## Morfologia
ŁodygaDorasta do 30 cm wysokości.
KwiatyPosiadają po 6 płatków o białej barwie.

## Biologia i ekologia
Bylina. Preferuje stanowiska dobrze nasłonecznione. Występuje na dużych wysokościach – na granicy lasu, jak i powyżej niej.
Rośnie na obszarach suchych, gdzie susza może trwać nawet do 5 miesięcy. Roczna suma opadów wynosi od 400 do 800 mm, a opady występują głównie zimą. Występuje do 7 (nawet do 6b) strefy mrozoodporności.

## Zastosowanie
Gatunek bywa uprawiany jako roślina ozdobna.